# Runtorp
Runtorp är en ort, belägen utefter länsväg H 553 i Mortorps socken i Kalmar kommun. Från 2015 avgränsar SCB här en småort.